# 21498 Keenanferar
21498 Keenanferar este un asteroid din centura principală de asteroizi.

## Descriere
21498 Keenanferar este un asteroid din centura principală de asteroizi. A fost descoperit pe 22 mai 1998 la Socorro, New Mexico, în cadrul proiectului LINEAR. Asteroidul prezintă o orbită caracterizată de o semiaxă mare de 2,27 ua, o excentricitate de 0,11 și o înclinație de 22,9° în raport cu ecliptica.